# Господи, благослови Америку (фільм)
«Господи, благослови Америку» (англ. God Bless America) — американський сатиричний кінофільм, що вийшов на екрани в 2011 році. У головних ролях: Джоел Мюррей (молодший брат відомого американського актора  Білла Мюррея) та Тара Лінн Барр.

## Зміст
Френку просто остогидло його життя. Не в силах і далі виносити тупість оточуючих, дрібні життєві проблеми і тиск громадської думки, він береться за зброю, сподіваючись хоч трохи змінити світ. Тим більше, що героєві нічого втрачати, адже у нього в мозку виявлена неоперабельна пухлина. Випадково він навіть знаходить собі напарницю, Роксі, якій точно так само набридло засилля посередностей і самодурів.

## Ролі
| Актор                  | Роль         |
| ---------------------- | ------------ |
| Джоэл Мюррей           | Френк        |
| Тара Лінн Барр         | Роксі        |
| Мелінда Пейдж Хемілтон | Еллісон      |
| Ларрі Міллер           | батько Хлої  |
| Медді Гассон           | Хлої         |
| Ден Спенсер            | лікар        |
| Саманта Дроук          | подруга Хлої |
| Джеффрі Пірсон         | бос Френка   |

## Знімальна група
- Режисер — Бобкет Голдтуейт
- Сценарист — Бобкет Голдтуейт
- Продюсер — Джефф Калотта, Шон МакКіттрік, Сара де Са Рего